# Mecquignies

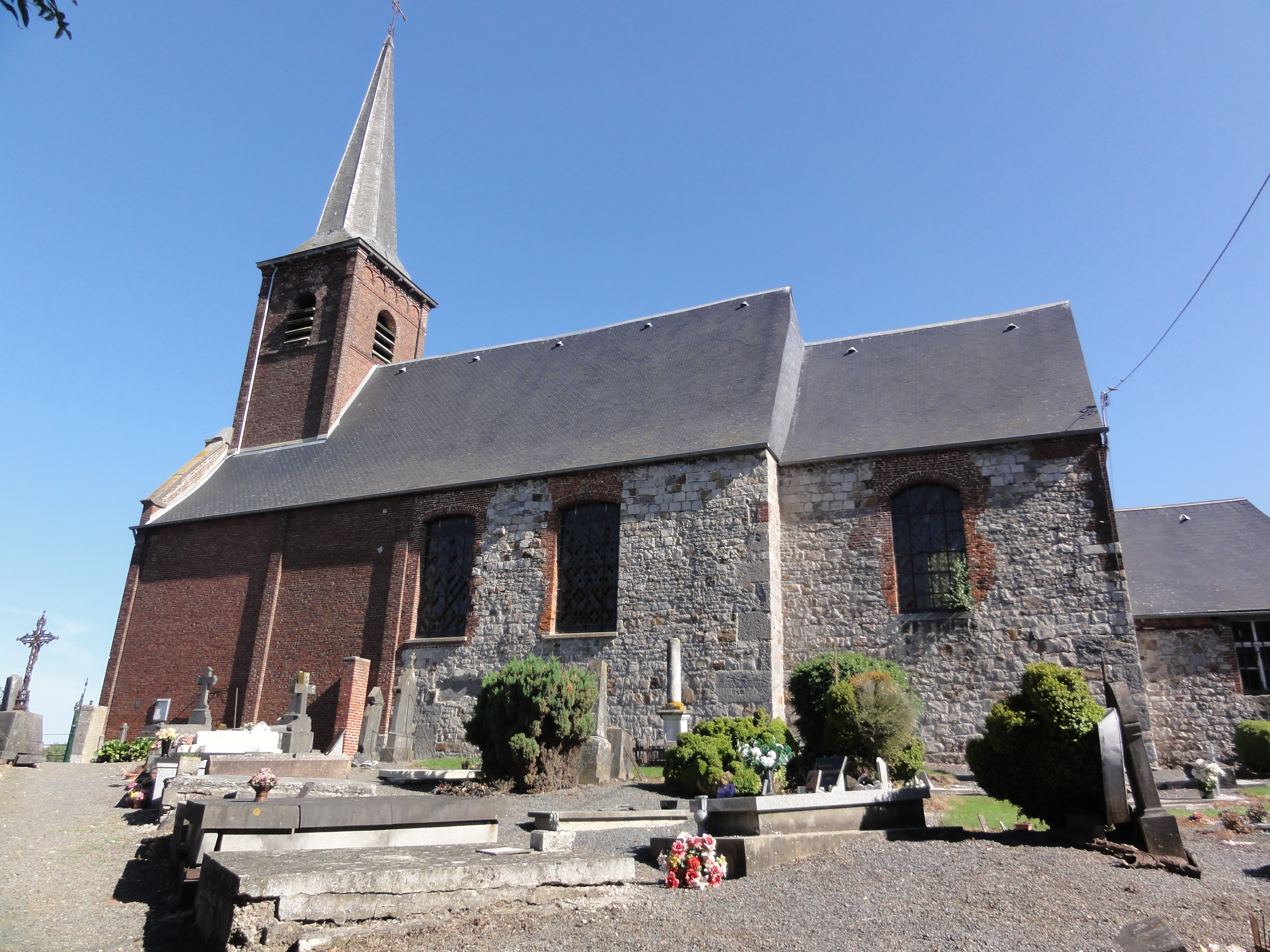
L'église.

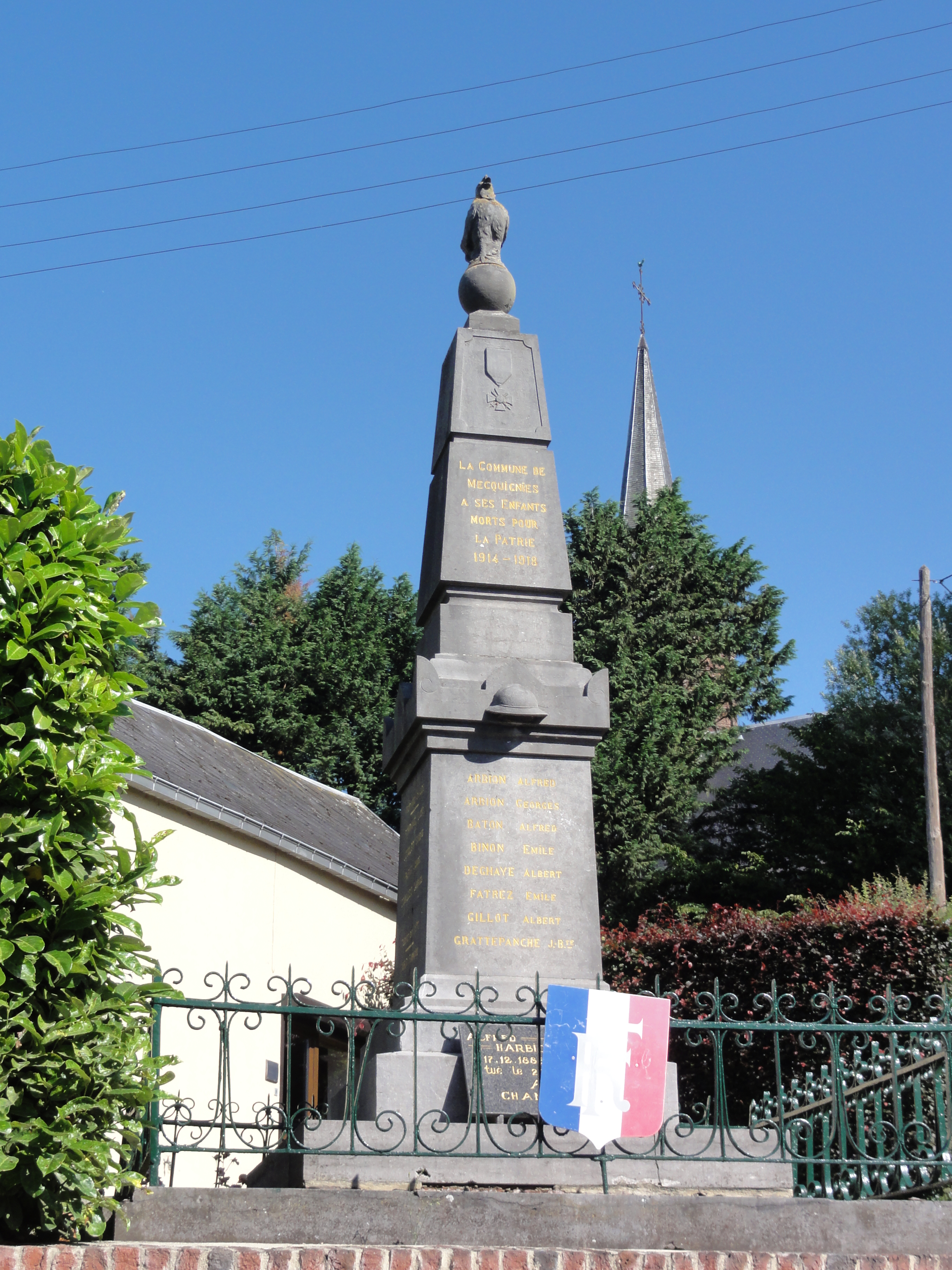
Le monument aux morts.

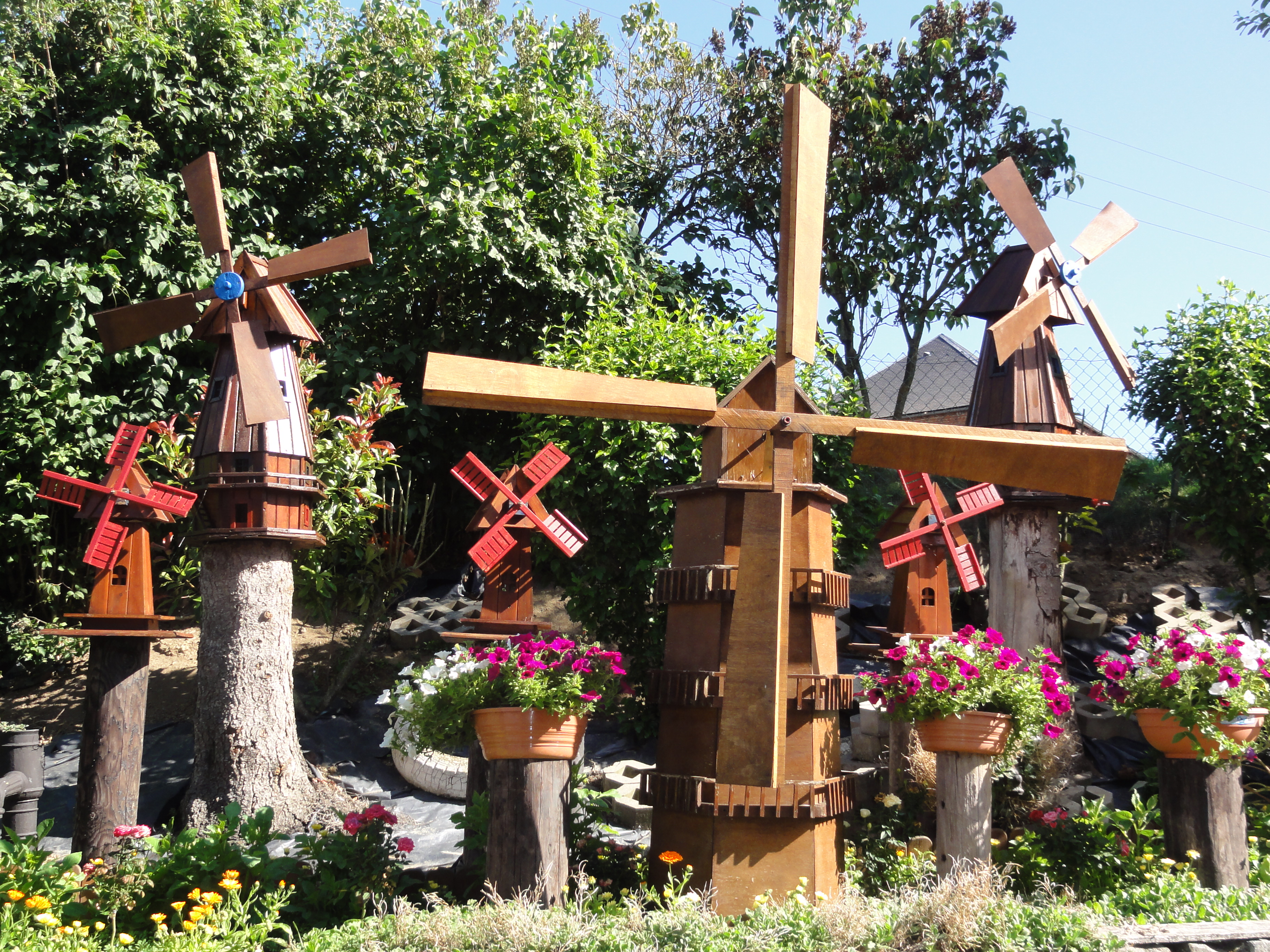
Modèles de moulins dans un jardin.

Mecquignies est une commune française située dans le département du Nord, en région Hauts-de-France.

## Géographie
Du point de vue géographique, aussi bien qu'historique, Mecquignies appartient à la région transfrontalière franco-belge du Hainaut. C'est une zone de collines et de plateaux, qui présentent trois types différents de terrains : un socle paléozoïque, des crêtes mésozoïques, et des sables et argiles cénozoïques, recouverts de lœss.
Mecquignies est la 697e commune de la région Nord-Pas-de-Calais, par ordre de superficie.

### Communes limitrophes
|       | Bavay       |           |
| Obies | Mecquignies | Audignies |
|       | Locquignol  |           |

### Hydrographie

#### Réseau hydrographique
La commune est située dans le bassin Artois-Picardie. Elle est drainée par le ruisseau de Bavay, le Bottiau, le ruisseau de la Censé d'Obies, le ruisseau de Louvion et le ruisseau de Maladrerie,,.
Le ruisseau de Bavay, d'une longueur de 14 km, prend sa source dans la commune de Locquignol et se jette  dans 0 à L'Abergement-Clémenciat, après avoir traversé huit communes. 

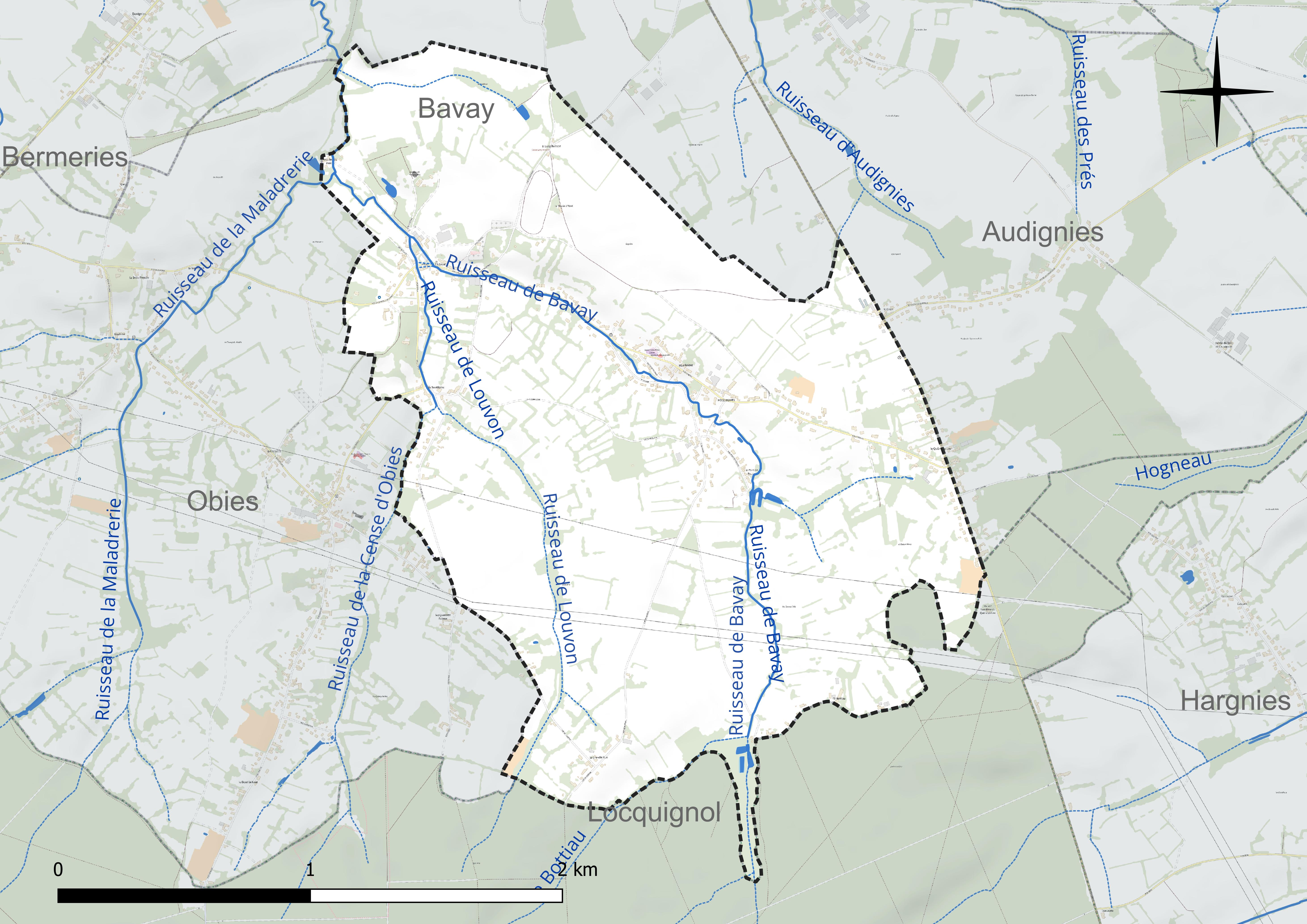
Réseau hydrographique de Mecquignies.

#### Gestion et qualité des eaux
Le territoire communal est couvert par le schéma d'aménagement et de gestion des eaux (SAGE) « Escaut ». Ce document de planification concerne un territoire de 2 005 km2 de superficie, délimité par le bassin versant de l'Escaut. Le périmètre a été arrêté le 9 juin 2006 et le SAGE proprement dit a été approuvé le 13 juillet 2021. La structure porteuse de l'élaboration et de la mise en œuvre est le syndicat mixte Escaut et Affluents (SyMEA). 
La qualité des cours d'eau peut être consultée sur un site dédié géré par les agences de l'eau et l'Agence française pour la biodiversité. 

### Climat
Pour des articles plus généraux, voir Climat des Hauts-de-France et Climat du Nord.
En 2010, le climat de la commune est de type climat des marges montargnardes, selon une étude du CNRS s'appuyant sur une série de données couvrant la période 1971-2000. En 2020, Météo-France publie une typologie des climats de la France métropolitaine dans laquelle la commune est exposée à un climat océanique altéré et est dans la région climatique  Nord-est du bassin Parisien, caractérisée par un ensoleillement médiocre, une pluviométrie moyenne régulièrement répartie au cours de l'année et un hiver froid (3 °C). 
Pour la période 1971-2000, la température annuelle moyenne est de 9,9 °C, avec une amplitude thermique annuelle de 15 °C. Le cumul annuel moyen de précipitations est de 820 mm, avec 12,5 jours de précipitations en janvier et 9,9 jours en juillet. Pour la période 1991-2020, la température moyenne annuelle observée sur la station météorologique la plus proche, située sur la commune de Saint-Hilaire-sur-Helpe à 18 km à vol d'oiseau, est de 10,5 °C et le cumul annuel moyen de précipitations est de 802,4 mm,. Pour l'avenir, les paramètres climatiques de la commune estimés pour 2050 selon différents scénarios d'émission de gaz à effet de serre sont consultables sur un site dédié publié par Météo-France en novembre 2022.

## Urbanisme

### Typologie
Au 1er janvier 2024, Mecquignies est catégorisée commune rurale à habitat dispersé, selon la nouvelle grille communale de densité à sept niveaux définie par l'Insee en 2022.
Elle est située hors unité urbaine. Par ailleurs la commune fait partie de l'aire d'attraction de Maubeuge (partie française), dont elle est une commune de la couronne,. Cette aire, qui regroupe 65 communes, est catégorisée dans les aires de 50 000 à moins de 200 000 habitants,.

### Occupation des sols
L'occupation des sols de la commune, telle qu'elle ressort de la base de données européenne d'occupation biophysique des sols Corine Land Cover (CLC), est marquée par l'importance des territoires agricoles (89,1 % en 2018), une proportion identique à celle de 1990 (89,1 %). La répartition détaillée en 2018 est la suivante : 
prairies (55,1 %), terres arables (24,9 %), zones urbanisées (9,9 %), zones agricoles hétérogènes (9,2 %), forêts (0,9 %). L'évolution de l'occupation des sols de la commune et de ses infrastructures peut être observée sur les différentes représentations cartographiques du territoire : la carte de Cassini (XVIIIe siècle), la carte d'état-major (1820-1866) et les cartes ou photos aériennes de l'IGN pour la période actuelle (1950 à aujourd'hui).

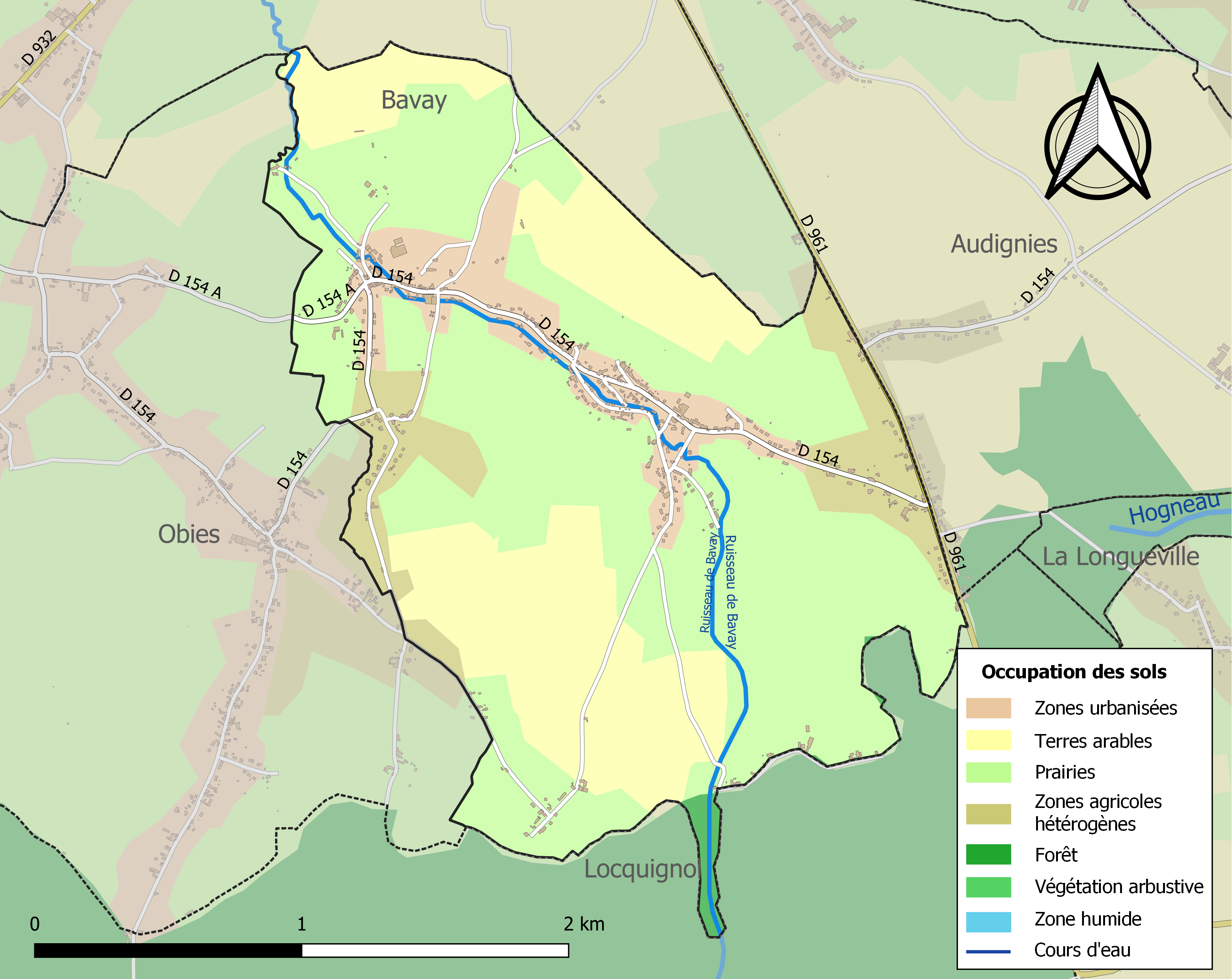
Carte des infrastructures et de l'occupation des sols de la commune en 2018 (CLC).

## Économie
Entre 1999 et 2006, le taux de chômage est passé de 10,8 à 11,5 % de la population active. La proportion d'actifs a augmenté de 63,5 % à 71,2 % durant la même période. Enfin, les retraités et préretraités constituent 17 % de la population en 2006, contre 14,6 % en 1999.

## Héraldique
|  | Les armes de Mecquignies se blasonnent ainsi : D'or à l'aigle à deux têtes de sable, becquée et membrée d'or, languée de gueules. |

## Politique et administration
Maire en 1802-1803 : Pasc. J. Mabille.
Maire en 1807 : Gerin.
Maire en 1881 :  Joseph Martin.

Maire en 1939 : Detourbe.
| Période                                  | Période  | Identité        | Étiquette | Qualité                        |
| ---------------------------------------- | -------- | --------------- | --------- | ------------------------------ |
| Les données manquantes sont à compléter. |          |                 |           |                                |
| mars 2001                                | mai 2020 | Joseph Choque   |           | Réélu pour le mandat 2014-2020 |
| mai 2020                                 | En cours | Frédéric Romain |           |                                |

## Population et société

### Démographie

#### Évolution démographique
L'évolution du nombre d'habitants est connue à travers les recensements de la population effectués dans la commune depuis 1793. Pour les communes de moins de 10 000 habitants, une enquête de recensement portant sur toute la population est réalisée tous les cinq ans, les populations de référence des années intermédiaires étant quant à elles estimées par interpolation ou extrapolation. Pour la commune, le premier recensement exhaustif entrant dans le cadre du nouveau dispositif a été réalisé en 2006.

En 2022, la commune comptait 697 habitants, en évolution de +0,72 % par rapport à 2016 (Nord : +0,51 %, France hors Mayotte : +2,11 %).
| 1793 | 1800 | 1806 | 1821 | 1831  | 1836 | 1841 | 1846  | 1851  |
| ---- | ---- | ---- | ---- | ----- | ---- | ---- | ----- | ----- |
| 700  | 743  | 844  | 840  | 1 021 | 945  | 996  | 1 054 | 1 032 |

| 1856  | 1861 | 1866 | 1872 | 1876 | 1881 | 1886 | 1891 | 1896 |
| ----- | ---- | ---- | ---- | ---- | ---- | ---- | ---- | ---- |
| 1 001 | 984  | 972  | 924  | 875  | 886  | 892  | 829  | 814  |

| 1901 | 1906 | 1911 | 1921 | 1926 | 1931 | 1936 | 1946 | 1954 |
| ---- | ---- | ---- | ---- | ---- | ---- | ---- | ---- | ---- |
| 782  | 734  | 706  | 623  | 619  | 598  | 563  | 519  | 581  |

| 1962 | 1968 | 1975 | 1982 | 1990 | 1999 | 2006 | 2011 | 2016 |
| ---- | ---- | ---- | ---- | ---- | ---- | ---- | ---- | ---- |
| 632  | 574  | 519  | 515  | 584  | 584  | 617  | 674  | 692  |

| 2021 | 2022 | - | - | - | - | - | - | - |
| ---- | ---- | - | - | - | - | - | - | - |
| 705  | 697  | - | - | - | - | - | - | - |

Mecquignies est la 727e commune la plus peuplée de la région Nord-Pas-de-Calais.

#### Pyramide des âges
La population de la commune est relativement jeune.
En 2018, le taux de personnes d'un âge inférieur à 30 ans s'élève à 35,6 %, soit en dessous de la moyenne départementale (39,5 %). À l'inverse, le taux de personnes d'âge supérieur à 60 ans est de 21,8 % la même année, alors qu'il est de 22,5 % au niveau départemental.
En 2018, la commune comptait 352 hommes pour 359 femmes, soit un taux de 50,49 % de femmes, légèrement inférieur au taux départemental (51,77 %).
Les pyramides des âges de la commune et du département s'établissent comme suit.
| Hommes | Classe d’âge | Femmes |
| ------ | ------------ | ------ |
| 0,0    | 90 ou +      | 0,9    |
| 4,4    | 75-89 ans    | 4,9    |
| 16,1   | 60-74 ans    | 17,2   |
| 21,6   | 45-59 ans    | 19,2   |
| 21,0   | 30-44 ans    | 23,5   |
| 11,1   | 15-29 ans    | 14,6   |
| 25,9   | 0-14 ans     | 19,7   |

| Hommes | Classe d’âge | Femmes |
| ------ | ------------ | ------ |
| 0,5    | 90 ou +      | 1,4    |
| 5,3    | 75-89 ans    | 8,1    |
| 14,8   | 60-74 ans    | 16,2   |
| 19,1   | 45-59 ans    | 18,4   |
| 19,5   | 30-44 ans    | 18,7   |
| 20,7   | 15-29 ans    | 19,1   |
| 20,2   | 0-14 ans     | 18     |

## Lieux et monuments
- L'église a été fondée au Moyen Âge, vers 1200. Elle a été souvent remaniée et seuls quelques pans de mur de l'église originelle sont encore présents dans le bâtiment actuel qui est essentiellement de 1897. Elle est classée monument historique. Les statues des XVII et XVIIIe siècle ont été volées.
- Le château féodal fortement remanié au XIXe siècle et son parc.
- Le monument aux morts, surmonté d'un coq.
- Quelques fermes et une maison sont classées.
- La commune compte un grand nombre d'édicules religieux. Ont été répertorié en plus de ceux montrés en photo: calvaire du Timon, chapelle de Tongres de 1811, classée, les chapelles N.D. de Lourdes, N.D. des 7 Douleurs et de la vierge Marie, chapelle Saint Roch, chapelle de la Paix, chapelle du château, oratoire Saint Antoine, une niche rue du Timon.

Quelques chapelles-oratoires
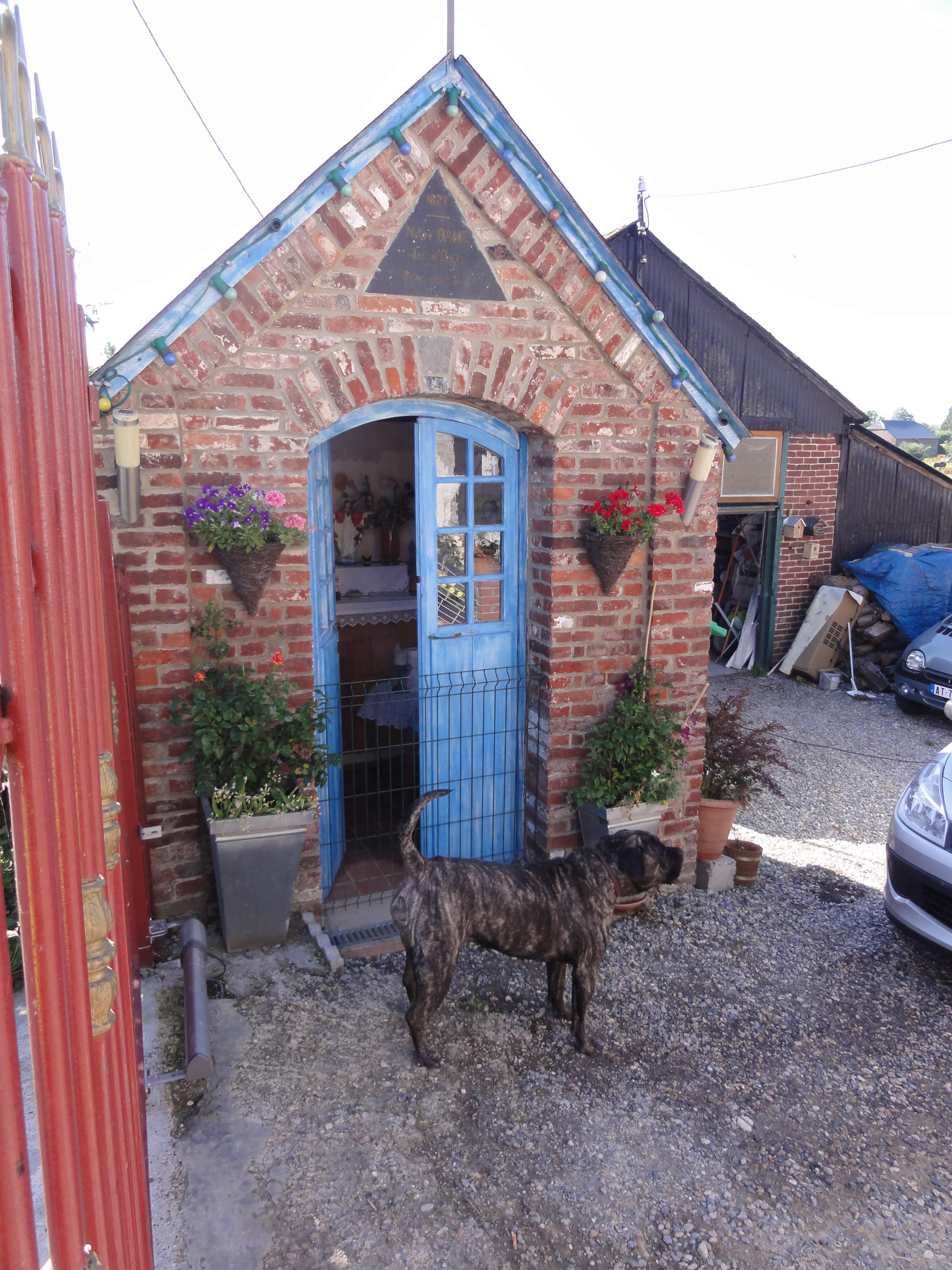
Chapelle Notre Dame des Affligés, rue du Centre
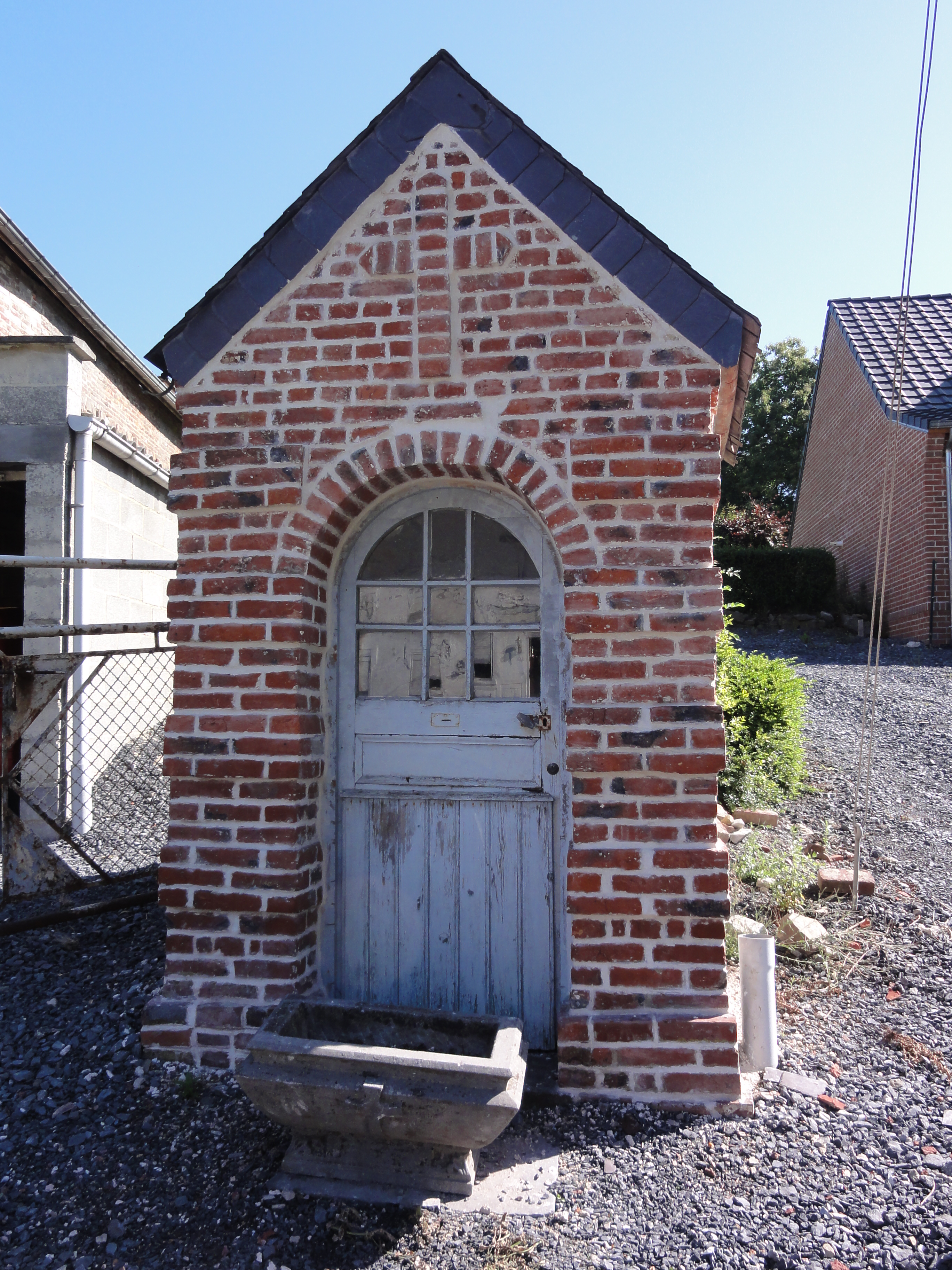
Chapelle, rue Magdeleine

## Fêtes
Une fête médiévale est organisée tous les deux ans.
- Photographies prises lors de la fête le 7 juillet 2013

Photographies prises lors de la fête le 07 juillet 2013
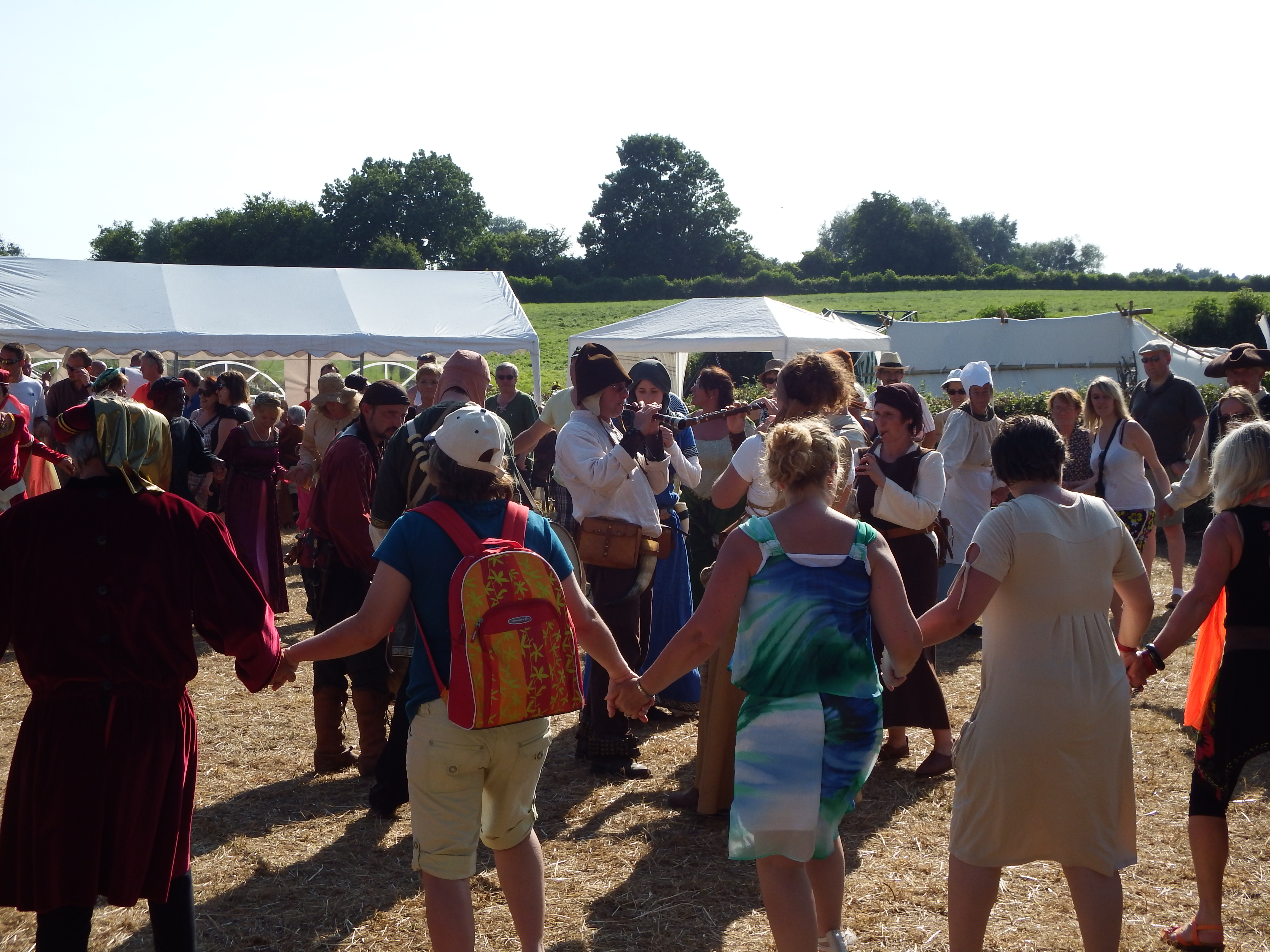
Figurants et visiteurs lors d'une danse médiévale
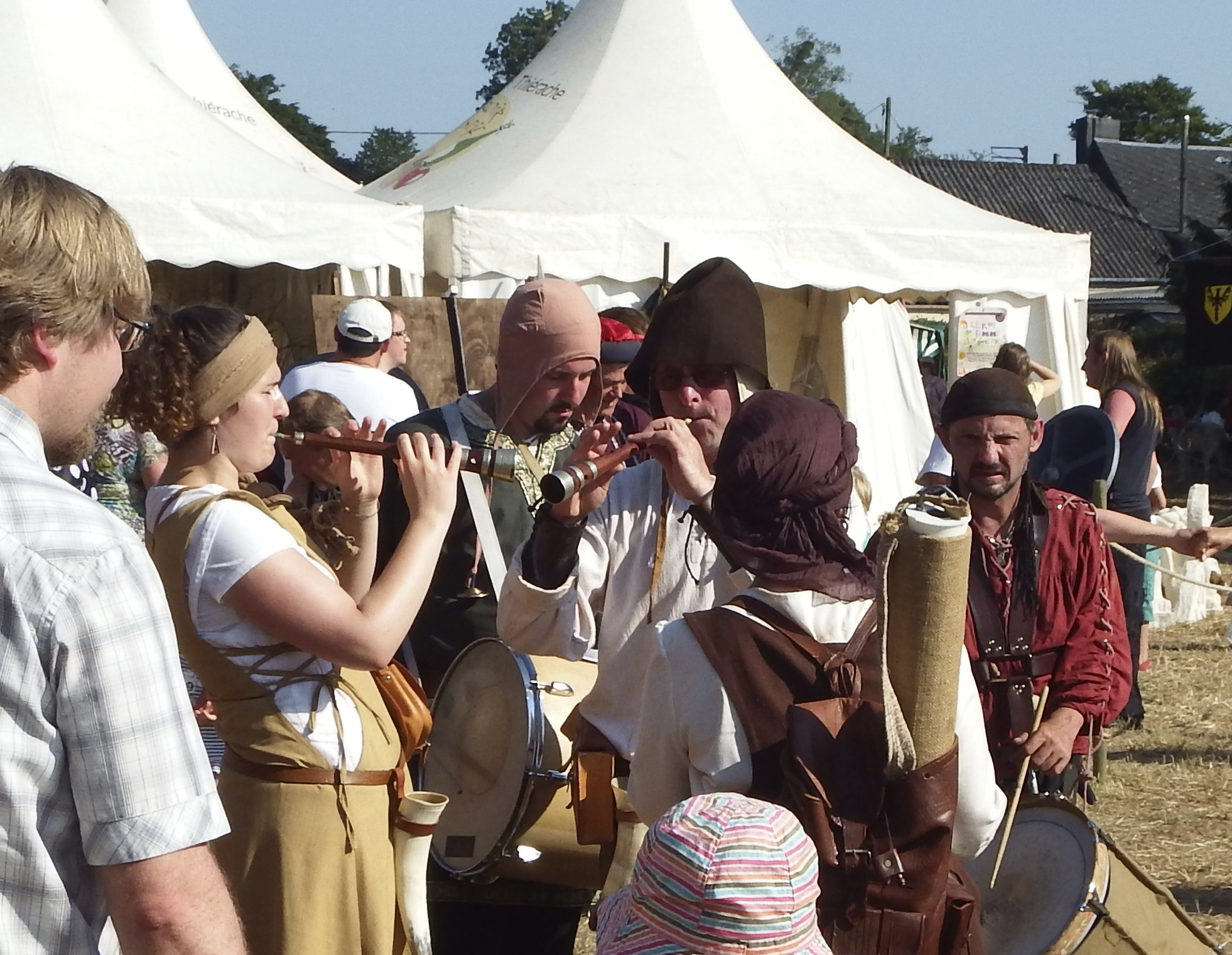
Musiciens interprétants des classiques d'époque

## Pour approfondir